# Benjamin Genghini
Benjamin Genghini (* 16. Dezember 1985 in Menton) ist ein französischer Fußballer, der aktuell beim französischen Fünftligisten ASC Biesheim spielt. Er ist der Sohn von Bernard Genghini, der mit der Nationalmannschaft Frankreichs 1984 Europameister wurde.

## Karriere
Benjamin Genghini begann seine Karriere 2005 beim FC Sochaux. Sein Profidebüt gab er am 26. November 2005, als er am 16. Spieltag der Ligue 1, gegen Stade Rennes, in der 87. Minute für Jérémy Ménez eingewechselt wurde. In der Nachspielzeit gelang ihm hierbei der 1:0-Siegtreffer. Nach zwei weiteren Kurzeinsätzen wechselte Genghini im Sommer 2006 auf Leihbasis zum US Raon. Zur Saison 2007/08 wechselte Genghini zurück nach Sochaux. Hierbei blieb ihm jedoch ein Einsatz verwehrt. Zur Saison 2008/09 brach Genghini gänzlich seine Zelte in Sochaux und ging ins Burgund, um beim FC Gueugnon zu unterschreiben. 2010 ging er zum damaligen Drittligisten Racing Straßburg, mit dem er 2011 aus finanziellen Gründen in die fünfte Liga, der CFA 2, absteigen musste.